# Departamento de Lékoumou
Lékoumou es un departamento de la República del Congo situado en el sur del país. Limita con los departamentos de Bouenza, Niari, Plateaux, Pool y la nación de Gabón. 

## Geografía
Abarca una superficie de 20 950 km². En 2017 tenía una población de 96 393 habitantes.
La capital regional es Sibiti.
El departamento tiene los siguientes límites:
| Noroeste: Departamento de Niari   | Norte: Provincia de Haut-Ogooué, Gabón | Noreste: Departamento de Plateaux |
| Oeste: Departamento de Niari      |                                        | Este: Departamento de Pool        |
| Suroeste: Departamento de Bouenza | Sur: Departamento de Bouenza           | Sureste: Departamento de Bouenza  |

## División administrativa
Se divide en 5 distritos:
- Bambama
- Komono
- Sibiti
- Zanaga
- Mayéyé